# Parc national du centenaire Wangchuck
Le parc national du centenaire de Wangchuck, dans le nord du Bhoutan, est le plus grand parc national du royaume. Il s'étend sur 4 914 kilomètres carrés  dans cinq districts, et occupe des parties importantes du nord des districts de Bumthang, Lhuntse et Wangdue Phodrang. Il borde le Tibet au nord et est délimité par les affluents du bassin du Wong Chhu (Raidāk) à l'ouest. Le Wangchuck Centennial jouxte directement le parc national Jigme Dorji, le sanctuaire de faune de Bumdeling et le parc national Phrumsengla dans le nord du Bhoutan, et est en outre relié au parc national Jigme Singye Wangchuck dans le centre du Bhoutan par des corridors biologiques. Ainsi, la majeure partie du nord du Bhoutan fait partie de ces zones protégées. 
Il a été créé le 12 décembre 2008 en l'honneur de la dynastie Wangchuck, fondée en 1907. Il contient les eaux d'amont de quatre grands systèmes fluviaux : Punatsang Chhu/Sankosh , Mangde Chhu, Chamkhar Chhu, et Kuri Chhu. 

## Administration
Le siège du parc national est situé à Nasiphel, dans le bassin supérieur de Chamkhar Chu, dans le district de Bumthang. Il est accessible par une route de ferme de 22 km depuis la ville de Chamkhar à Bumthang. Pour répondre à la grande superficie du parc, trois bureaux d'alignement et deux postes de garde sont établis.

## Flore et faune
Le parc contient également les différents biomes écologiques de l'Himalaya moyen, allant des forêts de pins bleus aux prairies alpines, à des altitudes allant de 2 500 mètres à 5 100 mètres,. 
Lors d'une enquête menée en octobre 2008, un total de 693 espèces de plantes vasculaires et 250 espèces d'oiseaux a été enregistré dans le parc national.
Le parc est connu pour abriter un total de 43 espèces de mammifères, dont 8 sont totalement protégées au Bhoutan. Il s'agit du tigre du Bengale, du panthère des neiges, du Phalanta phalantha, de l'ours noir d'asie, du chat-léopard, du porte-musc de l'Himalaya, du Saro de l'Himalaya  et du takin du Bhoutan. Le loup du Tibet n'est vu que dans ce parc au Bhoutan.
42 espèces de papillons ont été enregistrées à l'intérieur du parc national et dans les zones tampons voisines.

## Tourisme

### Festival des nomades
Il s'agit d'un événement de deux jours organisé par le parc national en collaboration avec diverses parties prenantes, au cours duquel les nomades des hautes terres de diverses régions du Bhoutan se réunissent pour célébrer leur culture et leurs traditions.

### Trek culturel de Bumthang
Il s'agit d'un trek de 3 jours où de nombreux temples bouddhistes se trouvent sur le chemin et un col appelé Phebila.

### Ruines de Drapham Dzong
Drapham Dzong, situé dans la haute vallée de Chokhor, est un site archéologique important au Bhoutan. Il a été construit par Chokhor Deb dans la seconde moitié du XVIe siècle.

### Dhur Tshachu
Le Dhur Tshachu ou la source thermale de Dhur est situé sur le populaire Snow Man Trek II qui dure 25 jours. Le trek part de Paro, dans l'ouest du Bhoutan, et se termine dans le village de Dhur, à Bumthang. Cette source thermale est visitée par les gens pour ses valeurs thérapeutiques. Il y a sept sources d'eau chaude différentes dans la région. La source thermale se trouve sur la rive du Mangdechu supérieur.